# Финляндия на «Евровидении-2017»
Финляндия на «Евровидении-2017» — участие Финляндии в конкурсе песни Евровидение 2017 в Киеве (Украина). Страна была представлена дуэтом Norma John, выступившем с песней «Blackbird».
Дуэт был отобран на национальном отборочном конкурсе «Uuden Musiikin Kilpailu» (UMK), организованном финской телерадиокомпанией Yleisradio, 28 января 2017 года.
9 мая дуэт выступил в первом полуфинале конкурса, однако в финал не прошёл.